# Please Mr. Postman
"Please Mr. Postman" er titlen på The Marvelettes' debut-single for pladeselskabet the Tamla (Motown). Sangen var den første Motown-sang, der blev nr. 1 på Billboard Hot 100 hitlisten, en placering, der blev opnået i slutningen af 1961. Sangen blev også nr. 1 på R&B-hitlisten.
"Please Mr. Postman" blev endvidere indspillet af The Beatles, der udgav sangen på deres andet album With the Beatles i 1963. 
Sangen opnåede fornyet popularitet i 1975, hvor den igen blev nr. 1 på Billboard Hot 100 i en udgave indspillet af The Carpenters.

## Historie
The Marvelettes (dengang under navnet "The Marvels") arrangerede i april 1961 en audition for Berry Gordy's Tamla/Motown label. Marvels-medlemmet Georgia Dobbins skulle bruge en sang til orkesterets audition og fik en bluessang fra vennen William Garrett, som hun herefter bearbejdede for gruppen. Dobbins forlod gruppen efter den afholdte audition og blev erstattet af Wanda Young, og Gordy gav herefter gruppen det nye navn 'The Marvelettes' samtidig med at han hyrede "Brianbert" (Brian Holland og Robert Bateman) til at gennemarbejdede sangen en gang til. Freddie Gorman, der også arbejdede sammen med Brian Holland, blev også involveret i projektet. 
The Marvelettes indspilning har Gladys Horton som lead-vokalist. Sangen handler om, at hun håber, at postbuddet har et brev med fra kæresten, der er i krig. Sangen er indspillet med akkompagement af The Funk Brothers med Marvin Gaye på trommer.
Flere forskellige personer har gennem årene været krediteret for at have skrevet "Please Mr. Postman". Den originale Tamla 45 single for the Marvelettes' version krediterer "Dobbins/Garett/Brianbert" som komponister og krediterer "Brianbert" som producer. Det originale With the Beatles albumcover krediterer kun Brian Holland som komponist. I Beatles-discografien All Together Now fra 1976 er Holland, Bateman og Berry Gordy krediteret som komponister. På Motown boxsættet Hitsville USA: The Motown Singles Collection fra 1992 er Dobbins, Garrett, Holland, Bateman og Gorman krediteret. Songwriters Hall of Fame krediterer "Please Mr. Postman" til Holland, Bateman og Gorman.. EMI Music Publishing, der ejer forlagsrettighederne til sangen angiver alle fem komponister i EMI's katalog.
"Please Mr. Postman" er blevet indspillet i flere coverversioner, herunder af The Beatles på albummet With the Beatles fra 1963, hvor sangen synges af John Lennon i en version, hvor kønnene er byttet om. The Marvelettes' version er benyttet i Martin Scorseses film Mean Streets fra 1973. Senere blev sangen atter et hit, da The Carpenters i slutningen af 1974 udgav den på en single, der i januar 1975 blev nr. 1 på Billboard Hot 100. The Carpenters' coverversion er samplet af rapperen Juelz Santana på singlen Oh Yes, og benyttes i tv-showene Rob, Arnie and Dawn Show (USA) og SMTV Live (Storbritannien). 

## Indspilning med The Marvelettes
Sangen blev af The Marvelettes indspillet med følgende besætning:
- Gladys Horton – Forsanger og kor
- Wanda Young – kor
- Georgeanna Tillman – kor
- Wyanetta ("Juanita") Cowart – kor
- Katherine Anderson – kor
- The Funk Brothers – Backing
  - Marvin Gaye – Trommer
  - Benny Benjamin – Trommer
  - James Jamerson – Bas
  - Richard "Popcorn" Wylie – Piano
  - Eddie "Bongo" Brown – Percussion

| Chart (1961)               | Peak position |
| -------------------------- | ------------- |
| U.S. Billboard Hot 100     | 1             |
| U.S. Billboard R&B Singles | 1             |

## The Beatles
The Beatles spillede "Please Mr. Postman" under deres koncerter i 1962, hvor de jævnligt spillede nummeret under optræden i Cavern Club i Liverpool. Da de indspillede sangen til gruppens andet album With the Beatles var den udgået af live-settet, og arrangementet krævede en del arbejde for at bringe det op i en acceptabel standard. Musikanmelderen Ian MacDonald var kritisk overfor The Beatles' version, som han mente havde en en "mur af lyd" (wall of sound") og for generelt af være "tynd-luftet"."

### The Beatles' indspilning[3]
- John Lennon – dobbeltsporet lead vokal, rytmeguitar
- Paul McCartney – kor, bas
- George Harrison – kor, lead guitar
- Ringo Starr – trommer
- George Martin – Producer
- Norman Smith – lyd

## The Carpenters
The Carpenters' version minder om en ældre rock & roll sang fra 1950'erne. Singlen blev udgivet i slutningen af 1974 og nåede nr. 1 på både Billboard Hot 100 og på Easy Listening-hitlisten i januar 1975. Pladen solgte mere end en million eksemplarer og opnåede en guldplade. Sangen blev inkluderet på Carpenters senere album Horizon, der blev udsendt i juni 1975.

### Musikvideo
Carpenters indspillede i Disneyland en musikvideo med sangen. Videoen blev i 1985 udgivet på en VHS med titlen Yesterday Once More og blev senere i 2002 genudgivet på en DVD med titlen Gold: Greatest Hits.

### Medvirkende på The Carpenters indspilning
- Karen Carpenter – vokal
- Richard Carpenter – vokal

### Chart
| Chart (1974)                       | Peak position |
| ---------------------------------- | ------------- |
| Australian Kent Music Report       | 1             |
| Canadian Singles Chart             | 1             |
| Oricon International Singles Chart | 1             |
| Oricon (Japanese) Singles Chart    | 11            |
| UK Singles Chart                   | 2             |
| U.S. Billboard Hot 100             | 1             |
| U.S. Billboard Easy Listening      | 1             |

## Andre versioner
- Mike Sheridan & The Nightriders (fra Birmingham, England) indspillede sangen som deres anden single, der blev udgivet i januar 1964, og senere på LP'en Birmingham Beat i 1983.
- Peggy Evers fra Les Humphries Singers udgav sangen som en disco-version i 1980.
- "Please Mr. Postman" indgår i "The Greatest Medley Ever Told" sunget af Whoopi Goldberg i åbningsscenen i filmen fra 1993 Sister Act 2: Back in the Habit.
- The Backbeat band indspillede et cover af sangen til filmen Backbeat fra 1994.
- El Cuarteto de Nos indspillede et cover af sangen til albummet Otra Navidad en las Trincheras fra 1994.
- The China Dolls indspillede et cover af sangen til albummet Cover Girls fra 2003.
- Juelz Santana samplede Carpenters' version til sangen "Oh Yes" på albummet fra 2005 What the Game's Been Missing.
- The Saturdays indspillede sangen på tribute-albummet Celebrating The Carpenters.
- Lil Wayne samplede The Carpenters' version af sangen på et track kaldet "Mr. Postman".
- Diana Ross and the Supremes indspillede et cover af sangen.
- Jette Torp har indspillet sangen, der er udgivet på albummet Close to You fra 2011
- Sangen indgår i tv-showet Phineas and Ferb, hvor der spilles en parodi på sangen.